# 森林城市 (柔佛州)
森林城市是位於馬來西亞柔佛州依斯干达公主城振林山的一個住宅項目，距离马来西亚第二大城市 新山约30公里。始於2006年，是一个为期二十年的项目，並在2014年於中国主導的“一带一路”下提出的合作項目。碧桂園通過控股建設方參與其中。
在2020年到2022年間因馬來西亞政治危機和COVID-19大流行加劇了銷售的低迷，導致該項目在2022年被描述為「鬼城」 。在土地的使用上，也因造成附近野生動物棲息地大量破壞而受到批評。

## 简介

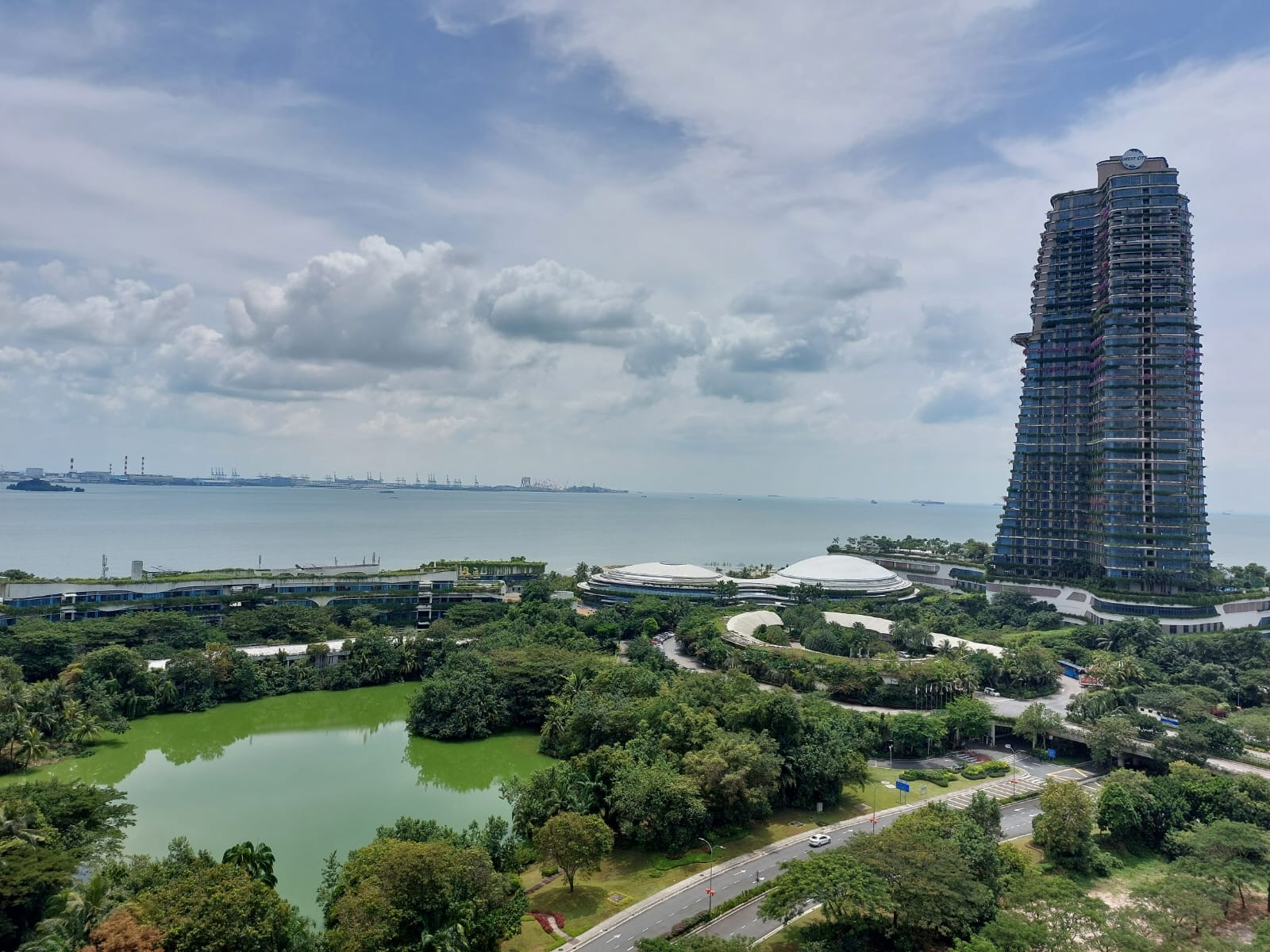
森林城市日景

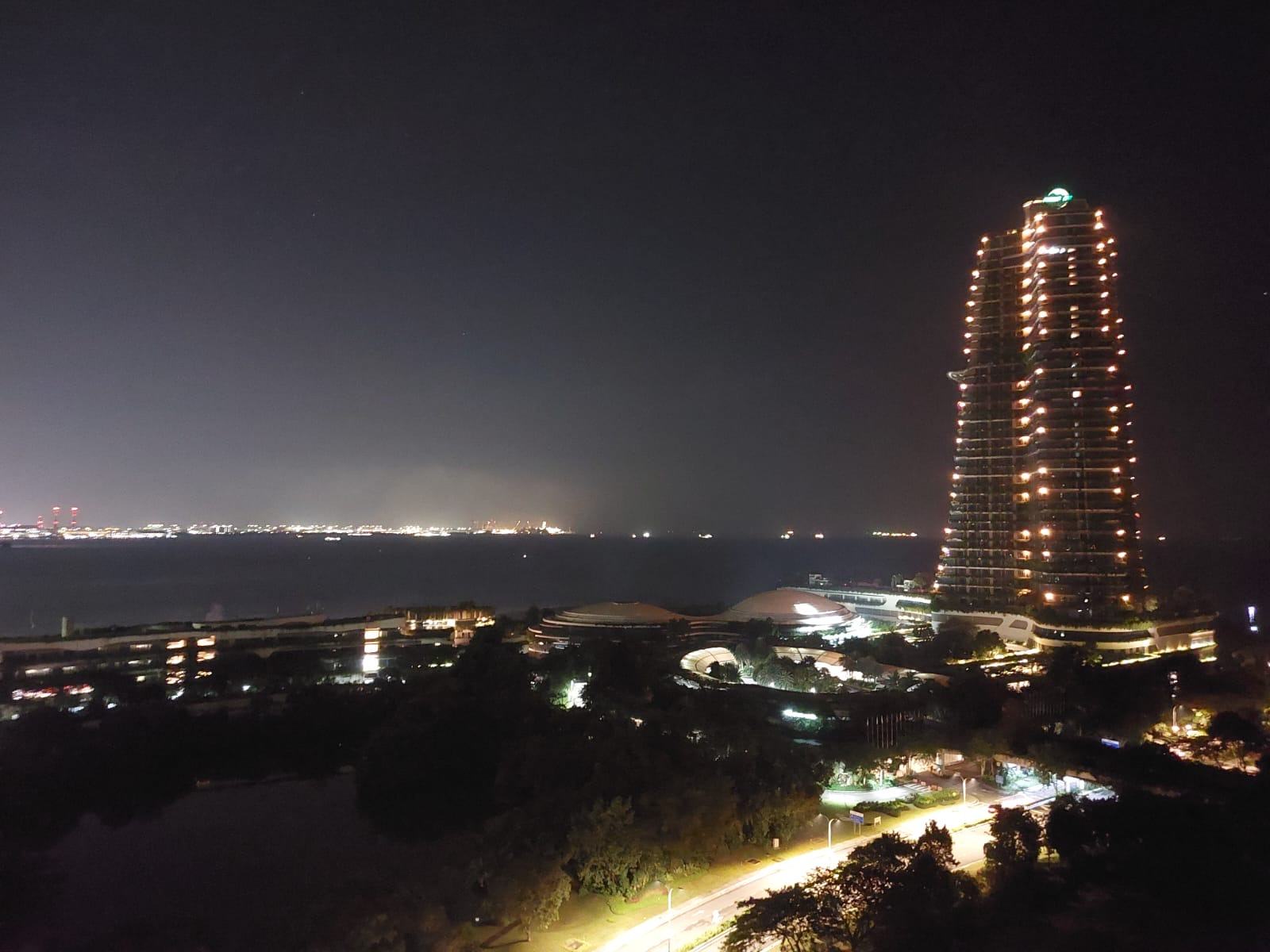
森林城市夜景

碧桂园太平洋景公司是碧桂园集团与EsplanadeDanga88的合资企业，也是森林城市的主要开发商和地产运营商。Esplanade Danga 88是马来西亚柔佛州政府基础设施集团的下属分公司，占碧桂园太平洋景公司40%的股份。碧桂园集团总部位于中国广东，占碧桂园太平洋景公司60%的股份。易卜拉欣通过其私人公司Esplanade Danga 88持有剩余40%的股份。

## 发展历史

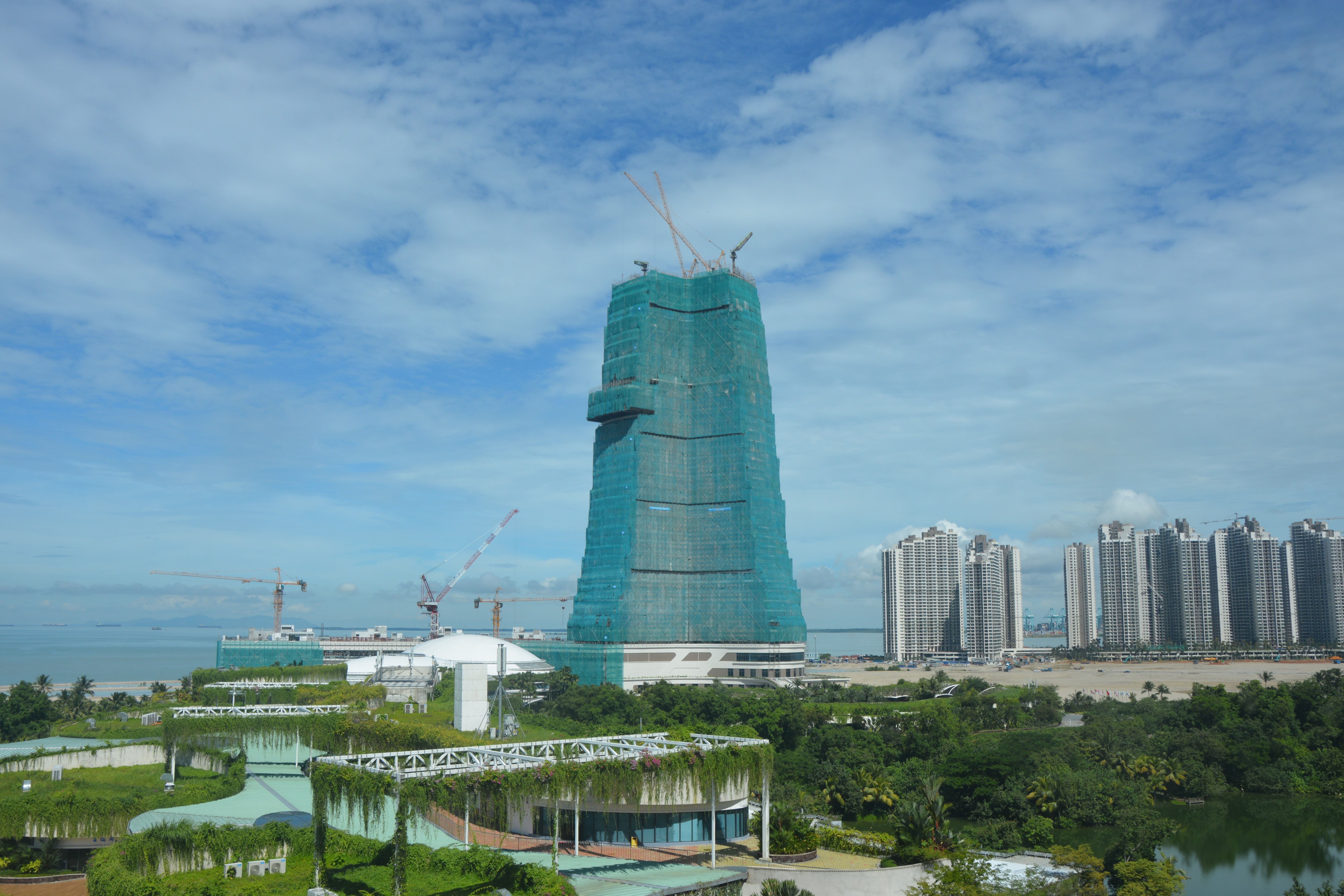
建造中的Carnelian Tower（2019年6月）

2016年3月6日，碧桂园森林城市在马来西亚柔佛州举行开放盛典，马来西亚首相纳吉到场并宣布碧桂园森林城市成为免税区。
2018年7月16日，美国森林城市国际学校落户碧桂园森林城市。同年秋季开始招生。2020年3月30日，新冠肺炎疫情席卷全球，碧桂园森林城市向马来西亚院方捐赠了1万个N95口罩和5万个医用口罩等抗疫物资。
该市相关负责人透露，根据售票统计，2022年8-10月，森林城市平均每月接待游客3000余人次。截至2023年6月，大约有8千至9千人长期居住在森林城市，远少于预计的70万人口。
2023年8月25日，马来西亚首相安华·依布拉欣宣布政府将把柔佛依斯干达经济特区内的森林城市（Forest City）列为金融特区以加强竞争力。

## 地理位置

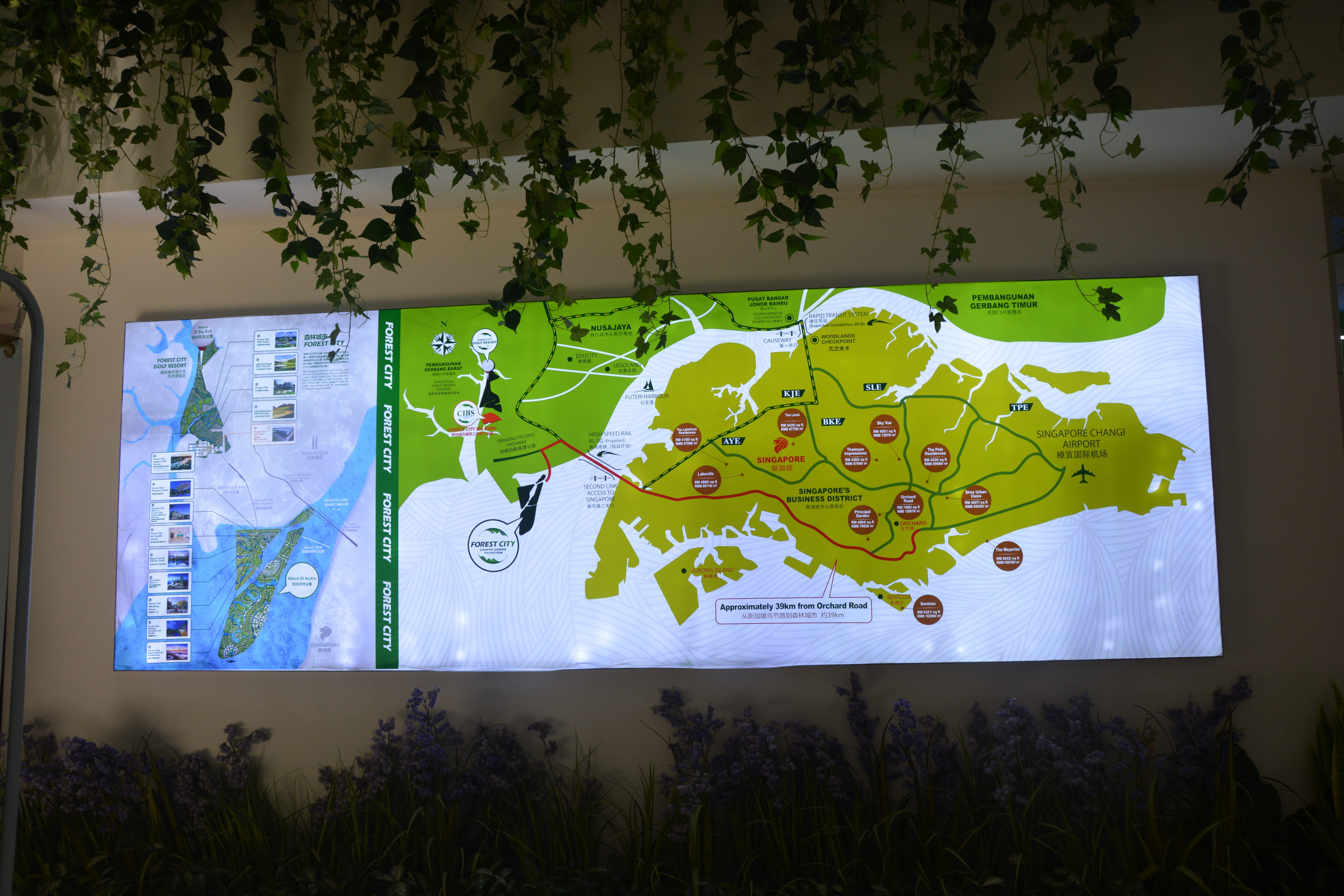
在森林城市售樓部內展示的位置圖

森林城市位于依斯干达经济特区（SEZ）内，距离新山中央商务区约40公里的公路车程。依斯干达经济特区位于马来西亚半岛最南端，紧邻新加坡，于2006年根据马来西亚政府的经济转型计划成立。目前该地区备有FC1巴士服务来往第二通道关卡和森林城市。

## 爭議與批評
马哈迪·莫哈末在2022年澄清他是應當時的住房和地方政府部長祖莱达·卡玛鲁丁的邀請參加典禮，马哈迪·莫哈末又強調頒發證書不代表他支持前納吉布政府批准的森林城市項目，马哈迪·莫哈末表明森林城市不是為馬來西亞人而建，它只是一個面向外國房地產投資者的項目，但馬來西亞不希望有大量外國人湧入，因為這會損害馬來西亞人的利益，所以政府收緊長期居留的限制，外國人購買森林城市的住房也不會獲發出長期居留簽證，當地居民形容這個發展商宣稱可住進70萬人的住宅項目快會變回森林了。

### 負面報導
森林城市被描述為世界上「最無用」的大型計畫之一，並被美國《外交政策》雜誌稱為「巨大的浪費」。
在2019年底時，僅售出15,000套住房，但原本的目標為700,000套。且因COVID-19疫情影響，銷售額下降了90%以上，實際居住人數只有500人左右。森林城市計畫的各個層面和多個階段都存在多項腐敗指控。
2020年時，因在18個月內只售出了不到10處房產，碧桂園解雇了至少三分之二位於馬來西亞的員工和銷售團隊。

### 環境問題
儘管森林城市被宣傳為「一個節能、生態敏感、節約土地、低污染的近海城市」，但該開發項目卻對環境產生了重大的負面影響，由於對生態敏感的沿海濕地的開墾，造成了不可逆轉的損害。
森林城市所在地域被列為環境敏感區（ESA）一級區域，除了低影響的自然旅遊、研究和教育外，不允許進行任何開發。其地域與兩個國際生態意義的區域重疊：丹絨古邦潮間帶（馬來西亞最大的潮間帶海草草甸）和普萊河紅樹林保護區（被《拉姆薩公約》指定為具有國際意義的濕地）。
人工島於2014年1月開始填海工程，但一開始未依法律要求進行詳細的環境影響評估，而是直到開始工程一年後才完成評估。丹絨古邦當地的漁村居民向柔佛州州政府投訴漁獲量減少等問題，但無果。
馬來西亞也沒有按照2005年國際海洋法法庭調解的填海工程協議和其他條約的要求通知新加坡。新加坡隨後於2014年5月向馬來西亞聯邦政府發出外交會議要求澄清以下問題：水流速度的潛在變化以及隨後對航行安全的影響；可能會導致海岸線和馬新第二通道被侵蝕；可能影響沿海和海洋環境以及當地養魚場的水質和形態的變化。在國際環境監管機構的強烈抗議下，馬來西亞環境部於2014年6月6日向碧桂園提出環境影響評估審查，並於2014年6月17日發布了停工令。但有報導稱，儘管停工，工程仍在繼續。
其他環境問題包括填海工程疑似使用了當地山上的沙子，以及對當地水源和污水排放造成壓力的擔憂。
2014年，展演空間、酒店建築和道路在施工後不久就開始出現裂縫。一位建築顧問聲稱，土地開墾的速度過快，使土壤沒有充足時間沉降和穩定，並認為土地正在下沉，而且很可能會繼續下沉。